# 라타토스크

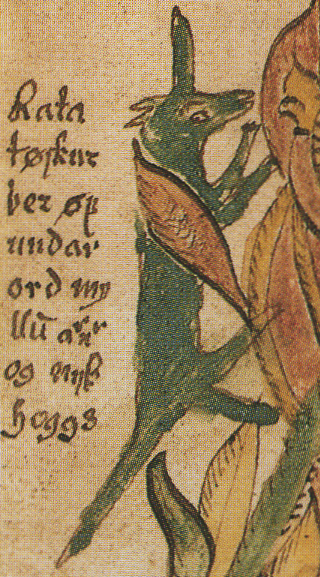
17세기 아이슬란드어 필사본에 그려진 라타토스크. 이 그림의 라타토스크는 뿔이 나 있는데, 필사본 어디에서도 그에 대한 설명은 찾을 수 없다.

라타토스크(고대 노르드어: Ratatoskr→송곳 이빨, 뚫는 이빨)는 노르드 신화에서 세계수 위그드라실의 줄기에 사는 청설모이다. 꼭대기의 흐르스벨그와 뿌리의 비룡 니드호그 사이를 오가면서 둘 사이에 말을 전한다. 라타토스크는 13세기 이전의 서사시 모음집인 《고 에다》와 13세기에 스노리 스투를루손이 쓴 《신 에다》에 언급된다.

## 어원
"라타토스크"라는 이름은 "라타"(rata-)와 "토스크"(-toskr)라는 두 개의 성분으로 이루어져 있다. "토스크"는 대체로 "엄니"(tusk)를 의미하는 것으로 생각된다. 구드브란두르 비그푸손은 "라티"(rati-)가 "여행자"를 의미한다는 가설을 제안했다. 그는 오딘이 사용한 송곳 라티 역시 동일한 요소를 나타낸다고 본다. 비그푸손에 따르면 "라타토스크"는 "여행자 엄니" 또는 "기어오르내리는 엄니"를 뜻한다.
소푸스 부게는 "라타토스크"가 고대 영어에서 비롯된 외래어이며, "쥐 이빨"(rat-tooth)을 의미한다는 가설을 세웠다. 부게의 핵심 논지는 "토스크"라는 성분은 노르드어의 다른 어휘에서는 단 하나도 나타나지 않는다는 것이다. 부게는 "토스크"란 고대 영어의 tūsc가 변형된 것이며, "라타" 성분은 고대 영어의 ræt("쥐")에 해당한다고 보았다.
Albert Sturtevant는 고대 노르드어 "라타"가 〈높으신 분이 말하기를〉에서 분명히 사용되고 있으며, 여기서 오딘이 시예의 봉밀주를 얻기 위해 암벽에다가 "천공"(구멍뚫기)을 행했을 때 사용하고 있다는 점에서 부게의 가설은 근거가 없다고 비판했다. 그에 따르면 "라티"는 노르드어 고유의 어휘이며, "뚫는 것"이라는 의미라고 판단해야 한다.
한편 Sturtevant는 "토스크"가 노르드어의 어디에서도 발견되지 않는다는 사실로 인해 부게의 "토스크"에 대한 이론은 맞는 것처럼 보일 수도 있다고 말한다. 하지만 Sturtevant는 결론적으로 그 견해에 동의하지 않는다. Sturtevant는 노르드어의 고유명사 "툰네"(Tunne; 노르드 조어 *Tunþē에서 유래)가 “특이한 이빨을 가진 사람을 가리키는 말”이며, 이를 통해 "토스크"의 게르만조어 형태를 제시했다. Sturtevant는 “이 말이 "라타-토스크"에 단 한번밖에 나타나지 않는다는 것은 본 가정에 대한 적절한 반대 증거가 될 수 없다. 노르드어에는 단 한번밖에 언급되지 않는 어휘가 이 외에도 많다”는 결론을 내렸다. 현대의 학자들은 이 이론을 받아들여 "라타토스크"란 "송곳 이빨"(Jesse Byock, Andy Orchard, Rudolf Simek) 또는 "뚫는 이빨"(John Lindow)이라고 해석하고 있다.

## 문헌상 출전

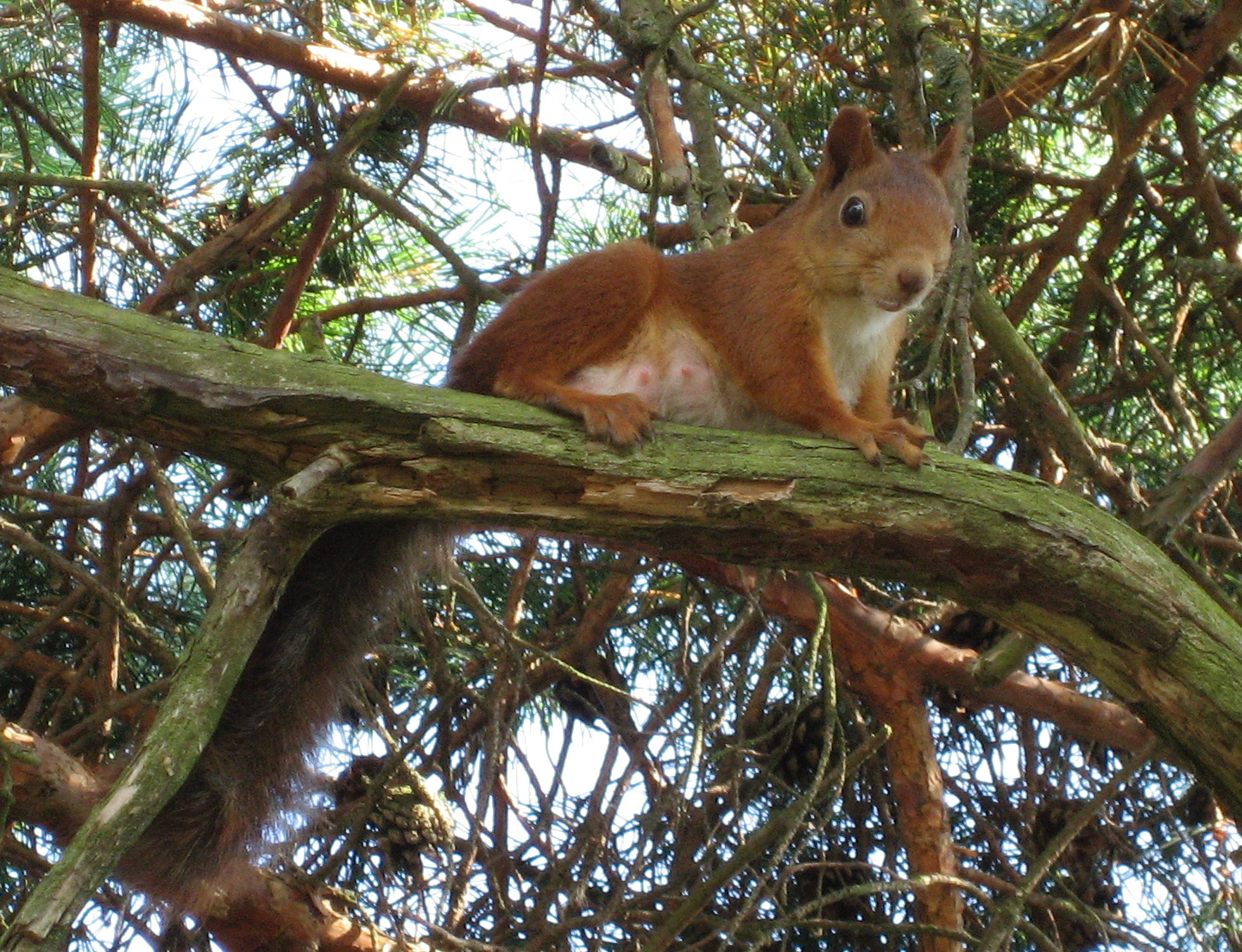
노르웨이의 상록수 위에 올라간 청설모.

《고 에다》 중 〈그림니르가 말하기를〉을 보면, "그림니르"라는 가명을 사용한 오딘이 라타토스크가 위그드라실 위아래를 오가면서 나무 꼭대기의 수리와 뿌리 아래의 니드호그 사이에 말을 전한다고 한다.

| 벤저민 소프의 번역: 그 청설모의 이름은 라타토스크로, 위그드라실 물푸레 속을 뛰어다니며 위에 있는 수리의 말을 전하고, 아래에 있는 니드호그의 대답을 듣는다. | 헨리 애덤스 벨로우스의 번역: 물푸레나무 위그드라실 위를 뛰어다니는 청설모 있으니 라타토스크라. 위에서는 수리가 하는 말을 듣고, 아래로 가서 니드호그에게 그 말을 전하네. |  |

라타토스크는 《신 에다》의 〈길피의 속임수〉제16장에서 언급된다. 여기서 높으신 분은 다음과 같이 말한다
물푸레나무의 꼭대기에 수리 한 마리가 앉아있고, 그 수리는 많은 것을 알고 있다. 수리의 눈 사이에 베드르폴니르라는 매가 앉아 있다. [...]. 라타토스크라는 청설모가 [...] 물푸레나무의 위아래를 뛰어다닌다. 놈은 중상모략적 험담을 떠들면서, 수리와 니드호그를 화나게 한다.

## 신화 해석
루돌프 지메크에 따르면, “이 청설모는 〈그림니르가 말하기를〉에서 세계수의 신화적 광경을 자세히 윤색하는 기능이 있을 뿐이다.” 힐다 엘리스 데이비드슨은 청설모는 나무를 갉아먹는 존재이며, 이는 연속적인 파괴와 재생의 순환을, 변화무쌍한 세계수라는 존재를 상정하는 것이라고 본다. 존 린도우에 따르면, “사가에서, 악의적인 말을 전해서 사람들을 흥분시키거나 싸움을 일으키는 존재가 높은 지위에 있는 경우는 매우 드문데, 그런 점이 왜 신화의 이 역할이 상대적으로 보잘것없는 동물에게 주어졌는지 설명할 수 있을 것으로 보인다.”
리처드 W. 토링턴 주니어와 케이티 페럴은 “라타토스크의 역할은 아마 위험을 알리기 위해 소리를 지르는 청설모(Sciurus vulgaris)의 습성에서 비롯된 것일 것이다. 사람이 그 소리를 듣고 청설모가 자기 욕을 한다고 생각하게 되었다고 상상해 보는 것은 그렇게 어렵지 않다”고 말한다.

## 참고 자료
- Bellows, Henry Adams (Trans.) (1936). The Poetic Edda. Princeton University Press. New York: The American-Scandinavian Foundation.
- Byock, Jesse (Trans.) (2005). The Prose Edda. Penguin Classics. ISBN 0-14-044755-5
- Davidson, Hilda Roderick Ellis (1993). The Lost Beliefs of Northern Europe. Routledge. ISBN 0-415-04937-7
- Guðbrandur Vigfússon (1874). An Icelandic-English Dictionary: Based on the Ms. Collections of the Late Richard Cleasby. Clarendon Press.
- Lindow, John (2001). Norse Mythology: A Guide to the Gods, Heroes, Rituals, and Beliefs. Oxford University Press. ISBN 0-19-515382-0
- Orchard, Andy (1997). Dictionary of Norse Myth and Legend. Cassell. ISBN 0-304-34520-2
- Simek, Rudolf (2007) translated by Angela Hall. Dictionary of Northern Mythology. D.S. Brewer ISBN 0-85991-513-1
- Sturtevant, Albert Morey (1956). "Three Old Norse Words: Gamban, Ratatoskr, and Gymir" as collected in Sturtevant, Albert Morey (Editor) (1956). Scandinavian Studies', August 1956, volume 28, number 3.
- Thorington Jr. Richard W. and Ferrell, Katie (2006). Squirrels: The Animal Answer Guide. Johns Hopkins University Press. ISBN 0-8018-8403-9
- Thorpe, Benjamin (Trans.) (1907). The Elder Edda of Saemund Sigfusson. Norrœna Society.